# Eryngium viviparum
Eryngium viviparum é uma espécie de planta com flor pertencente à família Apiaceae. 
A autoridade científica da espécie é J.Gay, tendo sido publicada em Annales des Sciences Naturelles; Botanique, sér. 3 9: 171. 1848.

## Portugal
Trata-se de uma espécie presente no território português, nomeadamente em Portugal Continental.
Em termos de naturalidade é nativa da região atrás indicada.

## Protecção
Encontra-se protegida por legislação portuguesa ou da Comunidade Europeia, nomeadamente pelo Anexo II (espécie prioritária) e IV da Directiva Habitats e pelo Anexo I da Convenção sobre a Vida Selvagem e os Habitats Naturais na Europa.